# Diodella radula
Diodella radula är en måreväxtart som först beskrevs av Carl Ludwig von Willdenow, Johann Centurius von Hoffmannsegg, Johann Jakob Roemer och Schult., och fick sitt nu gällande namn av Piero G. Delprete. Diodella radula ingår i släktet Diodella och familjen måreväxter. Inga underarter finns listade i Catalogue of Life.